# Viaduc de l'Aglio
Le viaduc de l'Aglio est un viaduc autoroutier italien qui porte l'autoroute A1 (cette section faisant partie de la route européenne E35) dans la municipalité de Barberino di Mugello.
Il traverse la vallée de la rivière Aglio, qui lui a donné son nom.
Dans le cadre de la variante di valico, un second viaduc a été construit, situé à quelques centaines de mètres au nord-ouest de l'ancien.

## Histoire

### Construction
Dans le cadre de la construction du tronçon des Apennins de Bologne à Florence de l'Autostrada del Sole, il a fallu traverser la vallée du torrent Aglio, caractérisée par un sol alluvial peu solide et des berges escarpées. Le concepteur, Guido Oberti, opta donc pour un pont en arc, aux dimensions sans précédent pour l'Italie à l'époque.
Les travaux, commencés en juin 1957, rendirent nécessaire la construction d'une route menant au long chantier de la zone 2 ; les granulats nécessaires au béton provenaient de deux carrières de la région, tandis que le ciment était fourni par l'usine Italcementi de Pontassieve.
Le grand arc central a été réalisé à l'aide d'un cintre en tube métallique pesant 800 tonnes ; une fois le premier arc terminé, celui-ci fut déplacé au moyen de treuils et réutilisé pour la construction du deuxième arc.
Les tests du viaduc ont été effectués en août 1960 par la société Autostrade.

### Développements ultérieurs
À la suite du projet variante di valico, qui se sépare de la route autoroutière historique immédiatement au nord du viaduc d'Aglio, la direction du trafic sur ce dernier a été modifiée : la chaussée ouest, à l'origine empruntée par des véhicules en direction de Florence, est désormais parcouru par des véhicules en direction de Bologne le long de la route historique, tandis que la chaussée est, initialement empruntée par des véhicules en direction de Bologne, est désormais empruntée par des véhicules se dirigeant toujours vers cette dernière ville, mais le long de la variante du col.
Le trafic direct vers Florence, en revanche, emprunte le nouveau viaduc de l'Aglio, situé à quelques centaines de mètres au nord-ouest de l'ancien.

## Caractéristiques

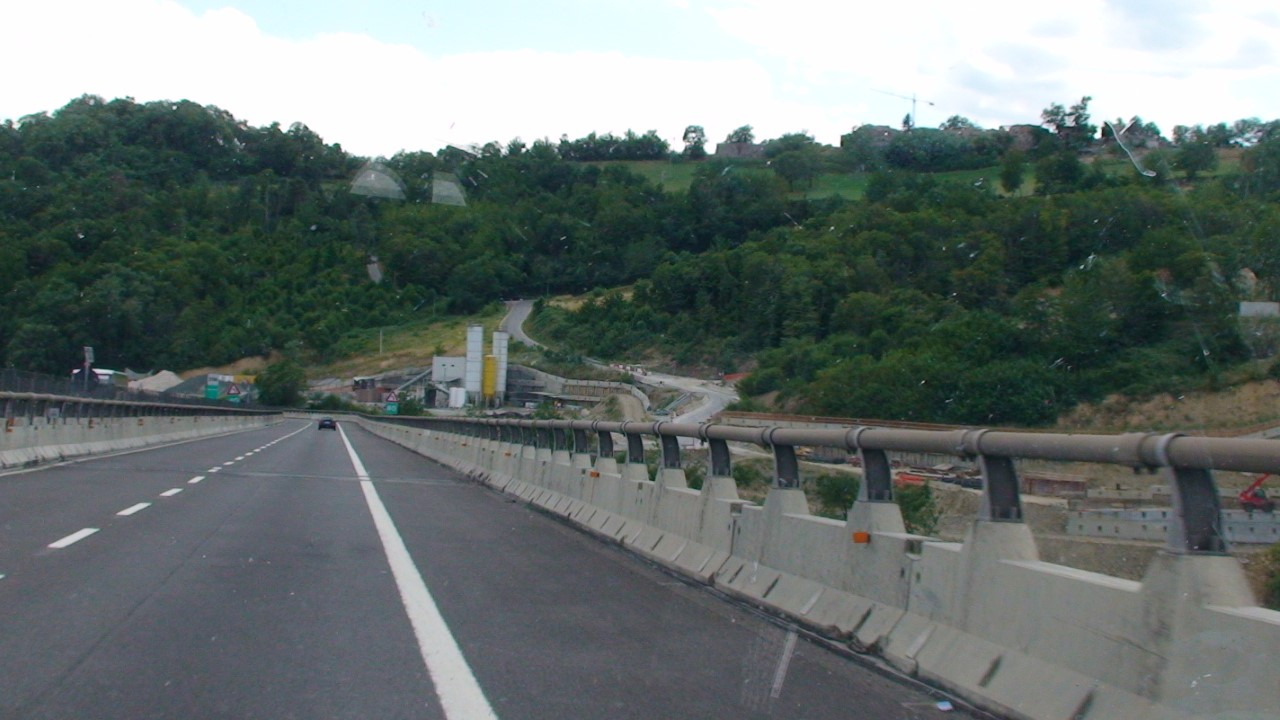
Le viaduc de l'Aglio en juillet 2010 en direction du sud. Aujourd'hui, avec la construction du nouveau viaduc de l'Aglio à proximité, la circulation sur l'ouvrage se fait uniquement en direction du nord.

Il s'agit d'un viaduc voûté, en béton armé, d'une longueur totale de 439,12 mètres. Il se compose de deux structures parallèles, distantes de 3 mètres, chacune supportant l'une des deux chaussées. Les deux structures sont reliées par des contreventements entre les deux arches et le terre-plein central.
Le viaduc peut être divisé en trois parties : le grand arc central, qui va au-delà de la vallée du torrent Aglio, et les deux sections latérales avec un pont simplement soutenu par des piles verticales.
L'arche centrale a une portée de 163.64 m et une hauteur de 43.66 m (hauteur libre d'environ 90 mètres). Le tablier est soutenu par une série de 35 piles : leurs longueurs sont 5 × 18.00 m, 17 × 9.44 m, 4 × 18.00 m, 3 × 9.44 m, 3 × 18.00 m et 3 × 9.44 m.
Les deux chaussées ont une largeur de 10 mètres chacune, tandis que la largeur totale du viaduc est de 24 mètres.